# Vrtilna hitrost
Vrtilna hitrost je hitrost, s katero se kakšno telo vrti okrog svoje osi.
Vrtilna hitrost je enaka kotni hitrosti deljeni z 2π:
{\displaystyle \omega _{\rm {k}}={\frac {\omega }{2\pi }}\!\,.}